# Napier & Son
La Napier & Son era un'azienda automobilistica ed aeronautica britannica attiva anche, tramite una sussidiaria, la Napier Aero Engines, nella produzione di motori aeronautici.

## Le origini

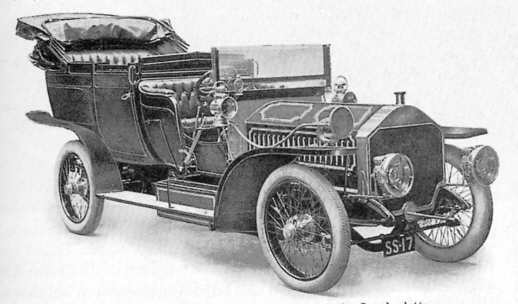
La Napier 60 hp del 1907

David Napier, secondo figlio del Duca di Argyll, nacque nel 1785. Mentre i cugini intrapresero l'attività cantieristica David scelse di seguire gli studi di ingegneria in Scozia fondando l'azienda a Lloyds Court, St Giles, Londra, nel 1808. A lui si deve una serie di progetti riguardanti presse azionate a vapore, alcune prodotte dalla Hansard (HMG's printer), e sviluppate per la stampa dei giornali. Nel 1830 si trasferì a Lambeth, South London.
Tra il 1840 ed il 1860, la Napier risultava un'azienda molto prospera, dotata di uno stabilimento ben attrezzato e con una forza lavoro tra i 200 ed i 300 operai. La produzione, rivolta a molteplici attività, era composta da centrifughe per la lavorazione dello zucchero, torni e trapani, macchinari per la costruzione di munizioni per la Woolwich Warren e gru ferroviarie. James, il figlio più giovane nato nel 1823, cominciò a lavorare per l'azienda paterna dal 1837, succedendogli alla guida nel 1867, e successivamente, dopo la morte del padre nel 1873, si specializzò nella produzione di macchinari di precisione per il conio di monete e per la stampa di francobolli e banconote. James, sebbene dimostrasse ottime qualità ingegneristiche, non era altrettanto capace nella gestione economica, arrivando a contare, nel 1895, solo su 7 dipendenti, trovandosi così nelle condizioni di mettere in vendita l'azienda, peraltro senza riuscirci.
Montague, figlio di James nato nel 1870, ereditò l'azienda di famiglia nel 1895, assieme alla spiccata abilità ingegneristica del padre. Montague aveva la passione per il ciclismo che praticava lui stesso a livello amatoriale. In questo ambito conobbe l'australiano Selwyn Edge, che sarebbe diventato in seguito un dirigente della Dunlop Rubber e collega di H. J. Lawson a Londra, anche lui corridore dilettante ma su tricicli a motore. Edge convinse Montague a modificare la sua Panhard ("Old Number 8"), con la quale vinse la Paris-Marseilles-Paris del 1896 adottando uno sterzo azionato da un volante e migliorandone la lubrificazione.
Non soddisfatto del risultato, Napier si offrì di installare un motore di sua progettazione, un due cilindri in linea da 8 hp (6 kW) dotato di accensione comandata, un motore dalla tecnologia più avanzata rispetto al motore a testa calda di cui era dotata la Panhard. Edge rimase soddisfatto della proposta di Napier accettando non solo la modifica ma decise, in collaborazione con Harvey du Cros, suo dirigente quando lavorava in Dunlop, di fondare una nuova azienda, la Motor Power Company con sede a Londra, acquistando l'intera produzione. Il primo di un iniziale ordine di sei unità, tre tra due cilindri (8 hp) e quattro cilindri (16 hp), interamente realizzati in alluminio da Mulliners (Northampton), venne consegnato il 31 marzo 1900, pagato da Edge ₤ 400 ad unità e rivenduta poi a 500 ₤.
Nel 1912, a seguito di una controversia con Edge, Napier acquistò i diritti di distribuzione, rilevò l'azienda innalzando la produzione a circa 700 autovetture annuali, molte delle quali acquistate dai taxisti londinesi.
In quegli anni la gamma era composta da solo sei modelli. L'ultima autovettura prodotta dalla Napier venne disegnata da A. J. Rowledge, progettista anche del Napier Lion, prodotto successivamente dalla Rolls-Royce Limited dal 1921, un motore 6 cilindri in linea da 40/50 hp (30/37 kW) 377 in³ (6 177 cm³) (102×127 mm, 4×5″), realizzato in lega leggera, caratterizzato da cilindri e teste separate, distribuzione a singolo angolo a camme in testa, 7 supporti di banco montati su cuscinetti a sfera, accensione a doppio magnete e bobina, carburatori Napier-SU. Fino al 1924 ne furono realizzate 187, dopodiché la Napier cessò la costruzione di autoveicoli dopo aver raggiunto un totale di 4 258 unità.
Oltre ad un programma di partecipazione alle competizioni automobilistiche, la Napier acquistò notorietà per aver prodotto la prima autovettura in grado di valicare le Montagne Rocciose Canadesi, condotta da Charles Glidden in compagnia della moglie percorrendo le 3 536 mi (5 690 km) che dividono Boston da Vancouver.

## Attività agonistica
Riconoscendo l'importanza della notorietà proveniente dalla partecipazione alle corse automobilistiche, fino ad allora ignorate dalle case automobilistiche britanniche, Edge iscrisse una Napier 8 hp (6 kW) a nome Edward Kennard alla Thousand Miles Classic Trials, una competizione di circa 1 000 km organizzata dal Royal Automobile Club. In coppia con Kennard e con Edge alla guida, sul percorso che andava da Newbury a Edimburgo e ritorno, vinsero la loro classe, essendo uno dei soli 35 equipaggi arrivati al traguardo (su 64 partiti) e uno degli appena 12 che mantennero la velocità media necessaria richiesta, 12 mph (19 km/h) in Inghilterra e 10 mph (16 km/h) in Scozia.
La ricaduta commerciale si concretizzò, dal giugno 1900, in un ordine di otto vetture 16 hp che confermò ad Edge la validità dell'idea e che lo spronò ad iscriversi alla Parigi-Tolosa-Parigi di 1 350 km, facendo coppia con Rt. Hon. Charles S. Rolls (della Rolls-Royce Limited) in qualità di meccanico al seguito. La loro vettura, dotata di motore ad aste e bilancieri dalla cilindrata di 301,6 in² (4,94 L) (4x6" – 101,6×152,4 mm), questa volta ebbe però minor fortuna dovendosi fermare prima del traguardo a causa di problemi alla bobina ed all'impianto di raffreddamento.
Nel 1901, Montague disegnò una vettura che certamente non difettava in velocità massima, dotandola di un motore dalla cilindrata di 995,5 in² (16,3 L) (6,5×7,5" – 165,1×190,5 mm) a valvole laterali capace di 76.807 Watt ad 800 giri/min su un interasse di 115 in (2 921 mm) accoppiato ad un cambio di velocità a 4 rapporti e trasmissione a catena. Denominata 50 hp, ne furono completati solo 2 o 3 esemplari tra cui uno per la Rolls-Royce. Edge ne iscrisse una alla Gordon Bennett Cup del 1901, con il solo scopo di testarla su strada (il percorso venne terminato il 25 maggio, solo quattro giorni prima della corsa), con Montague nel ruolo di seconda guida e meccanico. La vettura però venne squalificata in quanto vennero montati pneumatici francesi in luogo degli originali Dunlop, operazione non consentita dal regolamento che prescriveva che tutte le parti fossero realizzate da una sola nazione. Contemporaneamente la vettura iscritta alla Parigi-Bordeaux fu costretta al ritiro per problemi alla frizione.
Nel 1902 Gordon Bennett, Girardot su CGV, Fournier su Mors, e René de Knyff su Panhard preferirono utilizzare vetture francesi, lasciando la Napier di Edge l'unica rappresentante britannica a partecipare alla competizione. Questa era mossa da un motore da 392,7 in² (6,44 L) (5×5",127×127 mm) erogante 44,5 hp (33 kW) abbinato ad un cambio di velocità a tre rapporti. Pilotata da Edge assieme al cugino Cecil era dipinta con quello che diventerà il celebre verde corsa britannico, il colore che caratterizzerà le vetture da competizione di nazionalità britannica nelle competizioni internazionali fino all'avvento delle sponsorizzazioni. Gli Edge risultarono vincitori con una media di 31,8 mph (51,2 km/h), pur se per abbandono degli avversari muniti delle vetture francesi, rendendo la Napier la prima vettura di nazionalità britannica a vincere una competizione internazionale, rimasta a lungo anche l'unica fino a quella ottenuta da Henry Segrave nel Gran Premio di Francia del 1923.
Napier ispirò anche Charles J. Glidden nel creare il Glidden Tours nello Stato di New York, che a sua volta convinse Napier a costruire uno stabilimento a Boston. Questo, assieme anche allo stabilimento di Genoa diretto da Arthur McDonald, che produsse le Napier su licenza con il marchio San Giorgio tra il 1906 ed il 1909, non si rivelò un successo.
La produzione raggiunse i 250 esemplari nel 1903, usciti quasi totalmente dallo stabilimento di Lambeth, cosa che spinse alla costruzione di un nuovo impianto dall'estensione di 3,75 acri (1,5 ha) ad Acton, nella zona nord ovest di Londra.
Il 16 ottobre dello stesso anno, Napier annunciò la realizzazione di un nuovo modello a sei cilindri che sarebbe stato introdotto nel 1904, il primo sei cilindri ad avere un successo commerciale e definito "remarkably smooth and flexible" (notevolmente regolare ed elastico): 18 hp (13 kW), 301 in² (4,9 L) (4×4″, 101,6×101,6), dotato di cambio di velocità a tre marce e trasmissione a catena. Nel giro di cinque anni furono 62 i modelli di auto a sei cilindri nella sola Gran Bretagna, tra i quali la Ford Model K del 1906.

## Prima guerra mondiale e periodo tra le due guerre
All'inizio della prima guerra mondiale la Napier stipulò un contratto di produzione di motori aeronautici su licenza, inizialmente un V12 Royal Aircraft Factory e successivamente il Sunbeam Arab, modelli che si rivelarono afflitti da problemi di affidabilità. Per questo motivo nel 1916 venne deciso di intraprendere la progettazione di un motore proprio il quale, dopo una serie di sviluppi, diede origine al riuscitissimo Napier Lion, un 12 cilindri dall'architettura a W le cui qualità erano talmente superiori che rimase l'unico motore per uso aeronautico in produzione. Il Lion venne utilizzato per conquistare il record di velocità su strada con Malcolm Campbell, alla guida dei prototipi Bluebird IV e VII, ed Henry Segrave al volante della Golden Arrow.
La produzione di veicoli continuò con 2 000 tra autocarri ed ambulanze forniti al War Office. Nel frattempo la salute di Montague si fece più cagionevole tanto che nel 1917 decise di trasferirsi a Cannes, in Francia, continuando comunque a svolgere un ruolo attivo nell'azienda fino alla sua morte sopraggiunta nel 1931.
Durante il conflitto la Napier produsse inoltre su licenza 600 velivoli nello stabilimento di Aton, 50 Royal Aircraft Factory R.E.7, 400 Royal Aircraft Factory R.E.8 e 150 Sopwith Snipe.
Nel 1919 venne ripresa la produzione di automobili civili con una sei cilindri a motore in linea, la Napier T75, un modello dal costo paragonabile alla Rolls-Royce Silver Ghost ma che non trovando i favori del mercato venne tolta di produzione già nel 1920. Gli ultimi modelli risalgono al 1924. La Napier nel 1931 tentò di rilevare il fallimento della Bentley Motors Limited ma l'offerta venne superata all'ultimo momento dalla Rolls-Royce.
L'ultimo veicolo progettato fu un trattore stradale a tre ruote che non venne destinato alla costruzione in proprio ma venduto alla Scammell che lo produsse in diverse migliaia di esemplari.
L'introduzione sul mercato di motori aeronautici dalla sempre maggior cilindrata e potenza da parte di aziende concorrenti convinse la Napier a cessare la produzione del suo Lion ed avviare la progettazione di motori di nuovo disegno e dotati dell'originale architettura ad X. Inizialmente realizzarono il Cub, un 16 cilindri capace di erogare 1 000 hp (746 kW) ed utilizzato per equipaggiare il bombardiere monomotore Blackburn Cubaroo. Successivamente vennero realizzati il Rapier, sempre a 16 cilindri, ed il Dagger, un 24 cilindri, entrambi dotati di configurazione ad H e di raffreddamento ad aria, motori che erano afflitti da problemi di affidabilità a causa del congenito scarso afflusso di aria verso i cilindri posteriori. Inoltre il Dagger, non fornendo una potenza superiore alla concorrenza legata a configurazioni più tradizionali ed affidabili, ne risultava ulteriormente svantaggiato.

## Seconda guerra mondiale
L'azienda decise di realizzare, sotto la supervisione di Frank Halford, un nuovo e più grande motore abbinando l'architettura ad H alla distribuzione tramite valvole a fodero che darà origine al Napier Sabre. Il progetto era tecnologicamente molto più avanzato dei suoi predecessori tanto che si riscontrarono delle difficoltà nell'utilizzare le strutture di produzione esistenti e, benché il motore fosse ritenuto pronto per la produzione già nel 1940, la prima versione ritenuta affidabile non uscì dagli stabilimenti prima del 1944, ben quattro anni più tardi.
A quel punto si decise una pianificazione di sviluppo che portò alla realizzazione del modello Sabre VII capace di erogare 3 500 hp (2 600 kW) e che dotato di un nuovo compressore raggiunse nei test finali i 4 000 hp (3 000 kW). In pratica riusciva ad avere la stessa potenza del più grande motore radiale mai costruito, il Pratt & Whitney R-4360 Wasp Major, che però aveva una cilindrata di 71,49 L (4 360 in³), rendendolo il motore a pistoni ad uso aeronautico di costruzione britannica più potente mai realizzato.
La Napier si interessò anche della produzione di motori aeronautici a ciclo Diesel. Nel 1930 acquistò i diritti di produzione su licenza del tedesco Junkers Jumo 204 dalla particolare configurazione ad alberi contrapposti e che ridenominarono Culverin. Venne pianificato anche un motore derivato da questo, più piccolo ma che manteneva la stessa architettura, il Cutlass, ma lo scoppio della seconda guerra mondiale causò la cancellazione dei due progetti per indirizzare le proprie energie nella produzione a finalità belliche.
L'impegno della Napier si rivolse anche nel campo dei motori marini sviluppando un motore direttamente derivato dal Lion e denominato Sea Lion, capace di 500 hp (370 kW) ed utilizzato nelle "Whaleback" Air Sea Rescue Launches.
Nel 1944, durante le fasi finali del conflitto, la Napier venne contattata dalla Royal Navy per fornire un motore diesel per equipaggiare le proprie motovedette ma i 720 hp (537 kW) erogati dal Culverin, l'unico motore di quel tipo entrato in produzione, non erano sufficienti per sopperire alle esigenze a cui erano chiamati. Per ovviare al problema di una radicale riprogettazione si ricorse all'abbinamento di tre Culverin collegati tra loro tramite gli alberi a gomiti in una originale configurazione a triangolo e che venne denominato Deltic per la somiglianza anche alla lettera delta dell'alfabeto greco. Benché fosse tecnicamente molto complesso e potenzialmente complicato da mettere a punto, il Deltic si rivelò al contrario molto affidabile tanto da essere scelto, oltre che nelle torpediniere, dragamine ed altre unità navali minori per le quali era stato originariamente destinato, anche per equipaggiare un locomotore diesel, il British Rail Class 55, impiegato nel dopoguerra dalla British Railway.